# Rhus galeottii
Rhus galeottii är en sumakväxtart som beskrevs av Standley. Rhus galeottii ingår i släktet sumaker, och familjen sumakväxter. Inga underarter finns listade i Catalogue of Life.